# Festival de Cine Gay y Lésbico de Lisboa
El Festival de Cinema Gay e Lésbico de Lisboa es uno de los fórums de europeos de cine LGBT internacional más importantes. Entre el 14 y el 22 de septiembre de 2007 celebró su edición número XI.

## Introducción
Desde su creación en 1997, el Festival de Cinema Gay e Lésbico de Lisboa también conocido como Queer Lisboa ha pretendido ser una muestra cultural abierta a todo el público, evitando ser un reducto para entendidos. Por ello es considerado el único vehículo de entrada a Portugal de un cine realmente alternativo. Su programación suscita importantes debates en el seno de la sociedad portuguesa, tanto entre los detractores como entre los admiradores. 
La organización entre los años 1997 y 2000 estuvo a cargo de la asociación ILGA Portugal. A partir de 2000 la organización estuvo a cargo de la Associação Cultural Festival de Cinema Gay e Lésbico de Lisboa, renombrada como Associação Cultural Janela Indiscreta en 2006. Con esta nueva forma jurídica y asociativa la organización buscó reforzar el Festival como manifestación cultural y artística de primer nivel en el calendario cinematográfico de Portugal y de la ciudad de Lisboa.
Pese a contar, según sus propios organizadores, con dificultades desde su primera edición, el Festival de Cinema Gay e Lésbico de Lisboa cuenta con el apoyo de diversas entidades públicas desde su creación en 1997. Entre las entidades portuguesas destacan la Cámara Municipal de Lisboa, el Ministerio de Cultura de Portugal a través del Instituto de Cine, audiovisual y multimedia, la Videoteca municipal de Lisboa, la Filmoteca Portuguesa o el Ministerio de Salud a través del programa VIH/Sida. Diversos Institutos Culturales de estados de la Unión Europea como The British Council, Goethe-Institut Lissabon, Institut Franco-Portugais o el Instituto Cervantes patrocinan y colaboran con el sostenimiento del Festival. Los mecenas privados se han incorporado paulatinamente al Festival hasta suponer el grueso presupuestario.

## Ediciones

### 1997-2000: organizado por ILGA Portugal
Las primeras ediciones del Festival suponen la base sobre la que se han desarrollado todas las muestras posteriores. En un primer momento se cuentan con patrocinios públicos y, paulitanamente, se incorporan mecenas privados. Comienzan los homenajes y retrospectivas.

#### 1997, 1.ª edición
Celebrado entre el 13 y el 28 de septiembre de 1997, el tema fue una Retrospectiva de la cinematografía LGTB. Programó 65 películas en 52 sesiones celebradas en la Videoteca Municipal de Lisboa, la Cinemateca Portuguesa y Padrão dos Descobrimentos. Contó con el patrocinio de la Cámara Municipal de Lisboa, la Filmoteca Portuguesa y el Instituto Portugués de arte cinematográfico y audiovisual.

#### 1998, 2ª edición
Tuvo lugar entre el 12 y el 27 de septiembre de 1998. Giró en torno a Cine LGTB en los 5 continentes y, por primera vez, contó con invitados especiales: Monika Treut (directora de cine alemana) e Isaac Julien (realizador británico). Se proyectaron 116 películas en 65 sesiones en el Fórum Lisboa y los Auditorios del Goethe-Institut y del British Council.

#### 1999, 3ª edición
Celebrado entre el 10 y el 25 de septiembre de 1999, el tema escogido fue Cine LGTB contemporáneo (producciones posteriores a 1996). Se presentaron 45 películas, en 35 sesiones que se celebraron en el Fórum Lisboa y la Filmoteca Portuguesa. De los cinco invitados especiales, destaca la actriz Rosa María Sardá. Por primera vez patrocinadores privados colaboran con el proyecto: FNAC, Filmes Castello Lopes y Lusomundo.

#### 2000, 4.ª edición
Entre el 15 y el 30 de septiembre de 2000, y con el tema Iconos del cine LGTB, se programaron 77 películas en 49 sesiones. Se proyectaron en Fórum Lisboa, Filmoteca Portuguesa, Cine Ávila y Fórum FNAC Chiado. Por primera vez se rinde homenaje a la cantante y actriz Simone de Oliveira, siendo invitados un total de 14 personalidad del cine europeo y norteamericano. Entre ellas destacaron las productoras y distribuidoras españolas Inés Núñez Veja y María Jesús Cuervo Cascos. También es la edición en que se comienzan a acreditar periodistas extranjeros para cubrir el evento.

### 2001-2005: organizado por Associação Cultural Festival de Cinema Gay e Lésbico de Lisboa
El Festival comienza a adquirir dimensiones importantes en repercusión mediática. La principal novedad es la inclusión de actividades paralelas (debates, teatro, conferencias, presentaciones de libros...) que enriquecen culturalmente el certamen.

#### 2001, 5.ª edición
Tuvo lugar entre el 14 y el 29 de septiembre de 2001. El hilo conductor de la muestra se llamó Cuestión de Géneros. Se proyectaron 93 películas en 74 sesiones que transcurrieron en 5 ubicaciones: Fórum Lisboa, Filmoteca Portuguesa, Auditorio del Instituto Franco-Portugués, Teatro de Campo Alegre y Cinema King. De los 13 invitados, destacaron el escritor Vicente Molina-Foix, el realizador Jorge Torregrosa, y el actor Enrique Alcides.

#### 2002, 6.ª edición
Se celebró entre el 13 y el 28 de septiembre de 2002. El tema central se denominó Educación y Ciudadanía, contando con 74 películas en 65 sesiones. Contó con 5 personalidades del cine europeo y norteamericano.

#### 2003, 7.ª edición
Entre el 12 y el 27 de septiembre de 2003 se celebró esta edición bajo el lema De vuelta a los armarios. Fueron programadas 84 películas en 79 sesiones. Por primera vez se incluyó una exposición con 200 películas y la entidad Amnistía Internacional figura como patrocinador del Festival. 4 fueron las personalidades del cine que se desplazaron hasta Lisboa para contar sus experiencias en esta temática, destacando el realizador Juan J. Moreno.

#### 2004, 8.ª edición
Transcurrió entre el 16 y el 25 de septiembre de 2004, en esta ocasión con el hilo conductor de Fuera del armario. Se proyectaron 131 películas, que congregaron a más de 3900 espectadores, en 3 ubicaciones: Cinema Quarteto, Filmoteca Portuguesa y FNAC Chiado. Por primera vez se incluyen eventos paralelos, como debates (La homofobia en cuestión, Homoparentalidades y Nuevas prácticas sexuales) o la presentación de libros. Esta edición contó con 15 invitados, recibiendo el homenaje la directora y actriz Antonia San Juan. También destacó la presencia del director Paco Díaz Aguilar, el actor Luis Miguel Seguí y el programador del LesGaiCineMad Leo di Marino.

#### 2005, 9.ª edición
Es de las ediciones más breves e intensas, ya que tuvo lugar entre el 15 y el 21 de septiembre de 2005. Como novedad, destaca la desaparición del hilo conductor, evolucionando hacia un Festival de carácter más competitivo. Se mostraron 108 largometrajes en 4 ubicaciones: Cinema Quarteto, Auditorio del Instituto Franco-Português, Auditorio del Goethe-Institut y FNAC Chiado. 19 personalidades del cine europeo y africano se dieron cita. Entre ellas los productores Jesús González y Manuel Huete, el actor Antonio Naharro y los realizadores David Baute, Julián Quintanilla, Frank Toro, Juan J. Moreno y Roberto Castón (Director de Zinegoak – Festival de Cine Gay-Lesbo-Trans de Bilbao). En los eventos paralelos tuvieron lugar debates (Juventudes Africanas, Teatro Gay y Auschwitz: el infierno por herencia), una muestra teatral (Gay solo) y una reseña especial al Día de la lucha contra la homofobia.
Se entregaron 4 galardones:
- Mejor largometraje: L’Ennemi Naturel, de Pierre Erwan Guillaume
- Mejor documental: Immortal Muse, de Sue Giovanni
- Mejor cortometraje: Beginners!, de Nicolas Wackenbarth
- Mención especial del Jurado: Rosario Miranda, de David Baute

### 2006: organizado por Associação Cultural Janela Indiscreta

#### 2006, 10.ª edición
Por primera vez el Festival rebasa la cifra de 4.200 espectadores. Tuvo lugar entre el 15 y el 28 de septiembre de 2006, programándose 114 películas en 4 ubicaciones: Cinema Quarteto, Cinema São Jorge, Auditorio del Instituto Franco-Português y Auditório del Goethe-Institut. Acudieron 27 personalidades relacionadas con la cultura LGTB de Europa. En las actividades paralelas destacaron dos debates: Homofobia, qué es y que no es y Homofobia y Transfobia en Portugal.
Se entregaron 4 galardones:
- Mejor largometraje: Un Año sin Amor, de Anahi Berneri
- Mención especial del Jurado para mejor largometraje: Go West, de Ahmed Imamović
- Mejor documental: Au-Delà de la Haine, de Olivier Meyrou
- Mejor cortometraje – Premio del Público: Hitchcocked, de David M. Young